# 炼丹
丹道，又稱煉丹術，分為外丹與内丹，可與西方的煉金術互相印證。其外丹技法，衍生出中國古代的化學技術。

## 丹道種類

### 內丹
內丹之道，又稱金丹大道，是道教一種重要的修煉方法，目標是領悟生命之本源及宇宙造化之至理，並實證之，從而實現生命形態的昇華，即得道成仙，并擁有轉化物質的能力。此道以人體為丹爐，故稱「內丹」，以別於「外丹」之用鼎為爐。有一種觀點認為其修煉方法相當於氣功，通過行氣，導引，呼吸吐納等方法來修煉，但道教祖師鍾離權、呂洞賓一系，以及道教南宗、北宗的諸多經典都不同意這些方法。在道教古籍中經常提到的「服氣」，與現代的「氣功」並非同一回事，不可混淆。
內丹之道起於戰國之前，盛於唐宋。按照道教傳統觀點，中華古籍如《道德經》、《黃帝陰符經》、《易經》等，皆為闡述金丹大道之著作。內丹之道的依據，乃是陰陽之變、五行生剋、天人合一、天人相應等道教理論，以及傳承自黃帝与神農的中醫學知識，以「煉精化氣、煉氣化神、煉神還虛、煉虛合道」貫徹其中。漢晉唐時代，內丹功漸與道門武學溶為一體，成為內家武學。內家武學暗藏內丹術，並能致用，固不少修道者亦以內家武學為煉丹修心之捷徑。修煉內丹或內家拳，一般能使弱者體質於一兩年內迅速轉強。太極拳名家吳圖南、陳微明等，均屬此列。今練內家拳圖以強身者眾，唯多不知內家拳強身之妙，在其隱於心法中之內丹功。若只諳外形，實在無用，缺者正是內丹術。

### 外丹
外丹術是指通過各種秘法煉製「丹」，可能以铅、汞等矿物以及药物作為材料，或直接服食某些芝草，以點化自身陰質，使之化為陽氣。
秘方的失傳造成外丹服食和配制的方法較難掌握分寸。现代科学认为这些丹药中含有大量铅、汞等对人体危害极大的物质，导致很多古人甚至帝王中毒身亡。
道家外丹也可指「虛空中清靈之氣」。外丹術也可指煉金術或道家法術如符籙、雷法等。
另一方面，現代科學通過高能粒子反應，已能成功將鉛轉化成黃金。

## 煉丹派別
“丹鼎派”是道教中以炼丹求长生成仙为主的各宗派的通称。最早由古代的神仙家、方仙道等发展而来。 
近代道教学者、前中国道教协会会长陈撄宁认为内丹养生是道教的精华。

## 研究書目
- 陳國符：《中國外丹黃白考》（上海：上海古籍出版社，1997）。
- Joseph Needham（李約瑟）著，周曾雄譯：《中國科學技術史》，第5卷第2分冊，「煉丹術的發明和發展：金丹與長生」。
- Nathan Sivin（席文）著，李煥燊譯：《伏煉試探》（台北：國立編譯館，1973）。
- 金正耀：《道教與鍊丹術論》（北京：宗教文化出版社，2001）。